# キャサリン・ラ・ナサ
キャサリン・ラ・ナサ（Katherine LaNasa, 1966年12月1日 - ）は、アメリカ合衆国ニューオーリンズ出身の女優。俳優のデニス・ホッパー、フレンチ・スチュワートは元夫、3人目の夫は俳優のグラント・ショウ。息子のヘンリー・ホッパーも俳優である。

## 出演作品

### テレビ
- ライ・トゥ・ミー　嘘の瞬間
- ディフェンダーズ　闘う弁護士
- JUSTIFIED 俺の正義
- 跳べ!ロックガールズ メダルへの誓い
- バーン・ノーティス　元スパイの逆襲
- Dr.HOUSE
- コールドケース 迷宮事件簿
- ゴースト 〜天国からのささやき
- チャーリー・シーンのハーパー★ボーイズ
- ボストン・リーガル
- グレイズ・アナトミー 恋の解剖学
- CSI:マイアミ
- miss match　ミス・マッチ
- 堕ちた弁護士 -ニック・フォーリン-
- CSI:科学捜査班
- ER緊急救命室
- ザ・プラクティス ボストン弁護士ファイル
- 真相 - Truth Be Told Truth Be Told (2019-)

### 映画
- フローズン・グラウンド
- 俺たちスーパー・ポリティシャン めざせ下院議員!
- バレンタインデー
- カンヌ殺人事件／消されたファーストシーン
- トワイライト・ストーカー
- モータル・フィア／死の恐怖